# Pietro Longhi

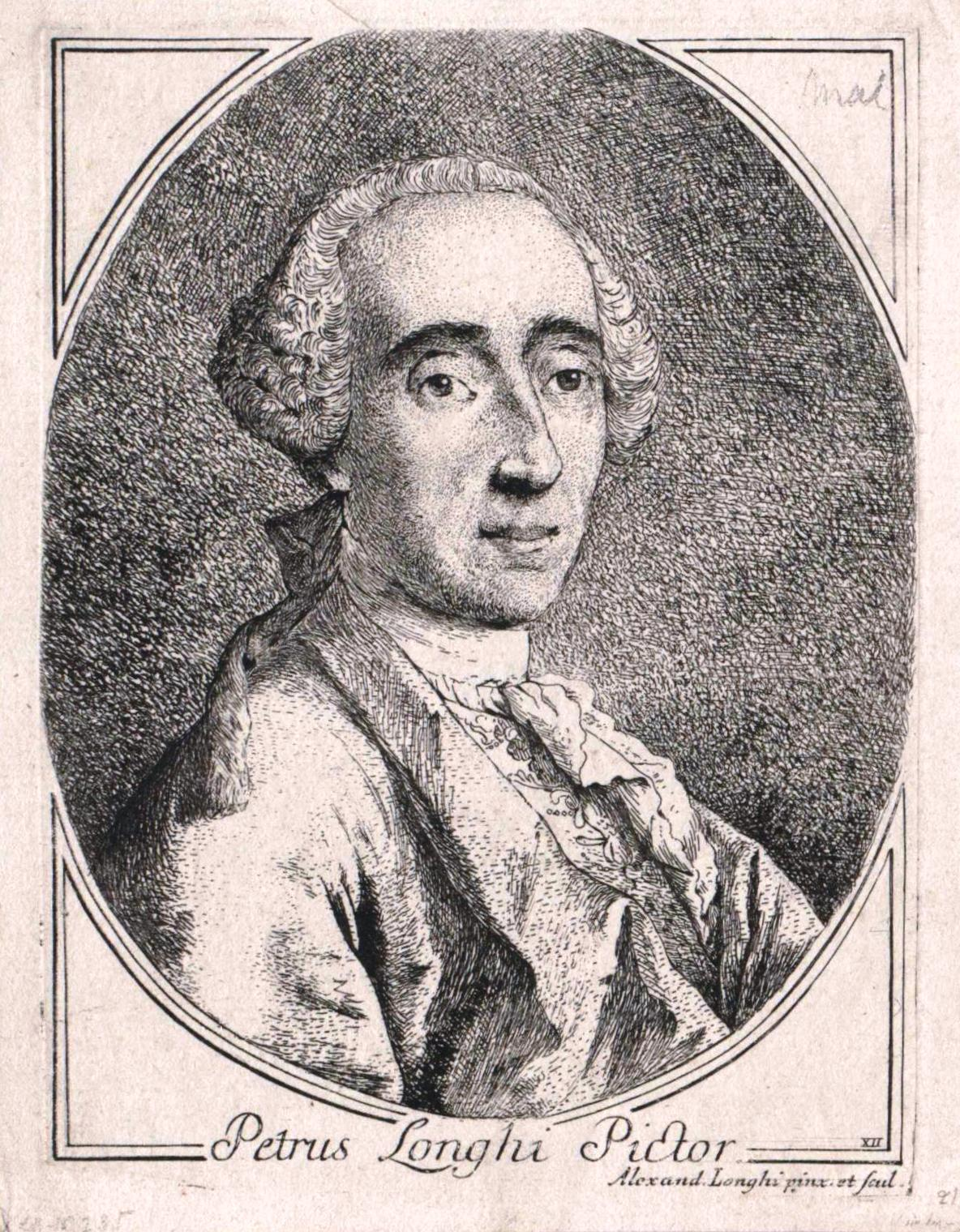
Pietro Longhi, Stich von Alessandro Longhi

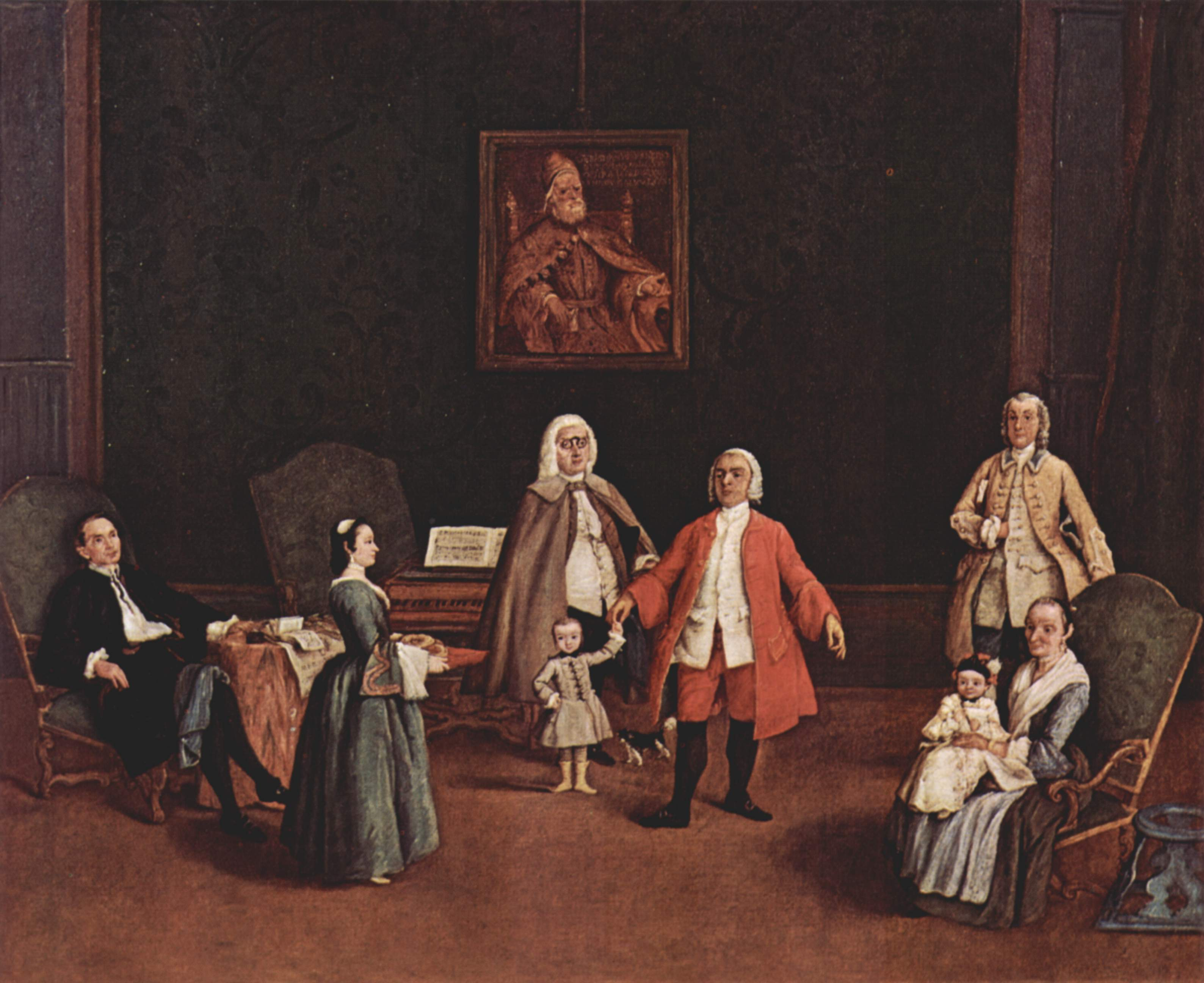
Venezianische Familie, 1760–1765

Pietro Longhi (* 5. November 1702 in Venedig; † 8. Mai 1785 ebenda) war ein Maler des venezianischen Rokoko. Er malte Fresken, Altarbilder, Porträts sowie Genreszenen aus dem Venedig seiner Zeit.

## Leben und Wirken
Longhi wurde als Sohn von Alessandro und Antonia Falca geboren. Seinen Geburtsnamen änderte er 1733 bei seinem Eintritt in die venezianische Fraglia dei Pittori in den Künstlernamen Pietro Longhi. Longhi heiratete 1732 Caterina Maria Rizzi, mit der er elf Kinder hatte, die aber, bis auf drei, früh starben. Sein einziger überlebender Sohn Alessandro Longhi wurde ebenfalls Maler. 1756 trat er in die Accademia di pittura e scultura in Venedig ein, an der er bis 1780 lehrte.

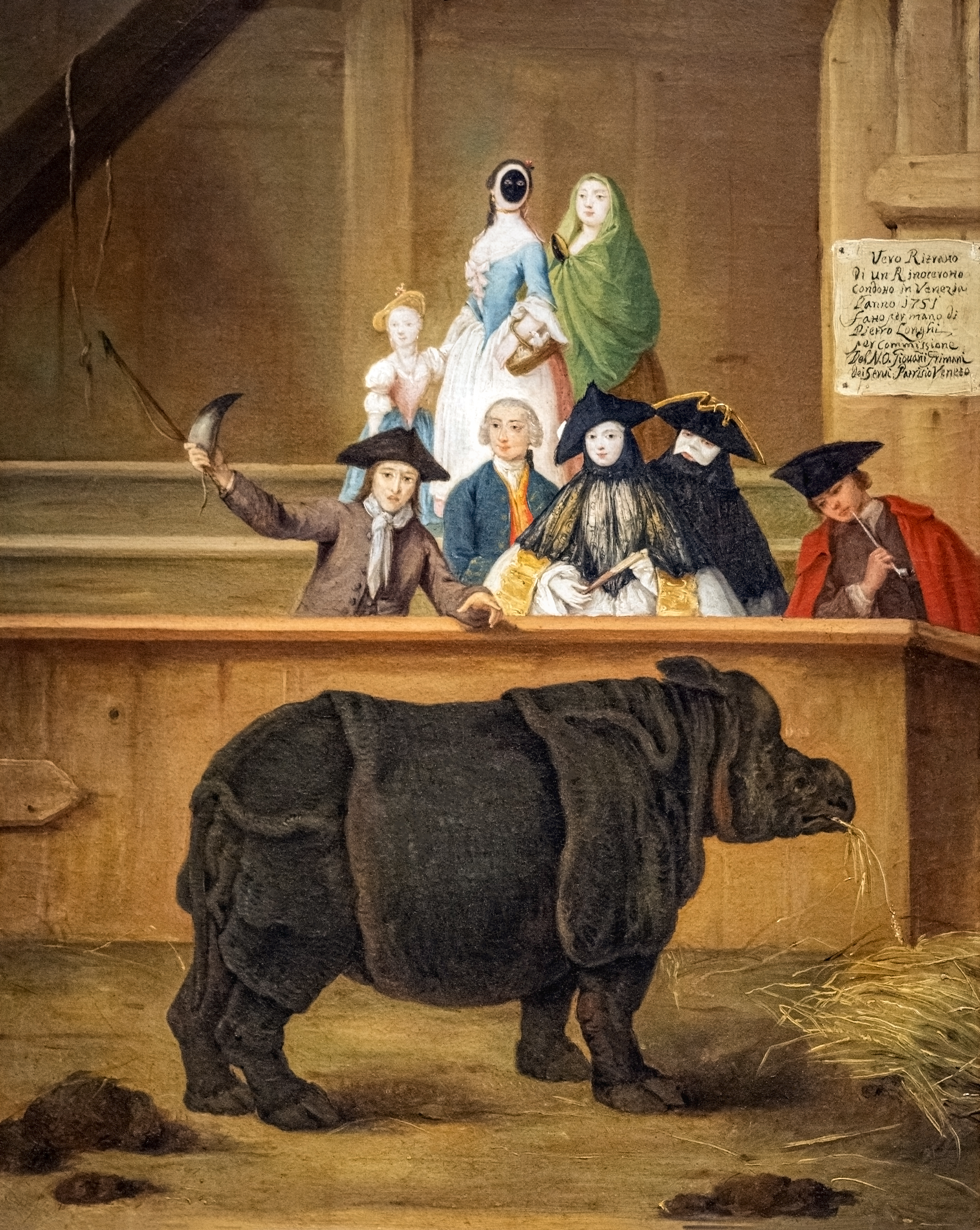
Ausstellung des Rhinozeros, 1751

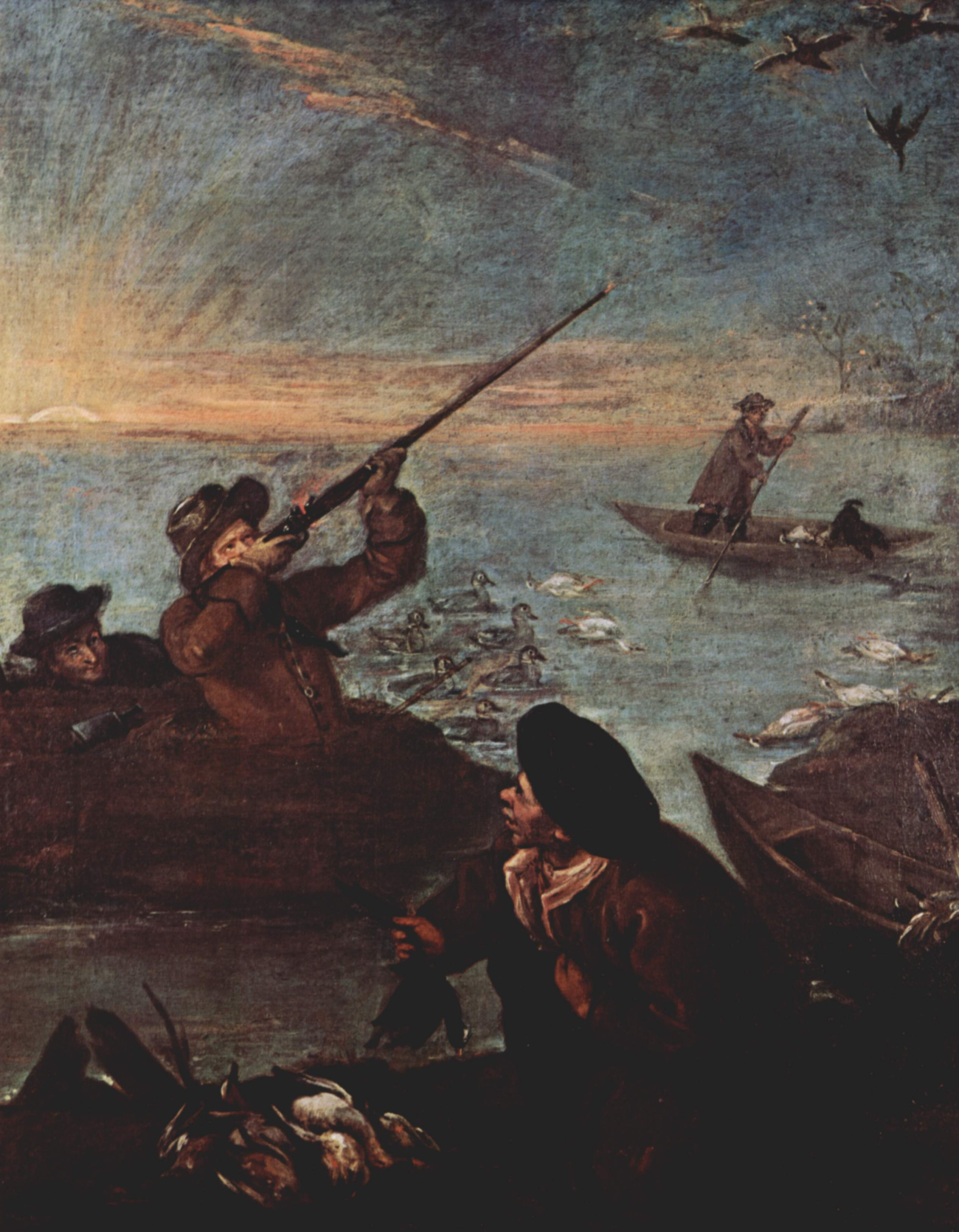
Aus dem Zyklus Jagd in der Lagune, 1765–1770

Longhi wurde zunächst von dem aus Verona stammenden Antonio Balestra ausgebildet, der ein Mitarbeiter des Römers Carlo Maratta gewesen war. Longhis erste Bilder, wie das Altarbild in San Pellegrino bei Verona, waren noch von deren – spätbarocken – Einflüssen geprägt, ebenso wie sein erster großer Auftrag für ein Mitglied des venezianischen Adels, das Fresko im Palazzo Sagredo zu dem Thema Gigantensturz. Die hochrangigen Familien Venedigs, wie zum Beispiel die Grimani, Querini, Pisani und Manin, sollten später seine wichtigsten Auftraggeber werden.
Von nachhaltigem Einfluss auf Longhi war seine Zusammenarbeit mit dem Bologneser Giuseppe Maria Crespi. Unter dem Eindruck Crespis, der sich von den Traditionen akademischer Malerei gelöst hatte, mit neuen Maltechniken experimentierte und religiöse Themen, wie zum Beispiel die Sieben Sakramente, als Genreszenen malte, wendete sich Longhi ebenfalls der Genremalerei zu. Seine Konversationsstücke mit ihren genauen, zuweilen humorvollen oder leicht ironischen Schilderungen venezianischen Gesellschaftslebens sind nicht nur eine erstrangige Quelle für die venezianische Kultur- und Sittengeschichte, sondern zeichnen sich durch eine kostbare und feine Farbigkeit aus.
Darüber hinaus malte Longhi zahlreiche Gruppen- und Einzelporträts des venezianischen Adels.

## Werke
- Gigantensturz, Palazzo Sagredo, Venedig
- Fresken in der Cappella der Madonna von Loreto, 1745, San Pantaleon, Venedig
- Tanzstunde, Accademia (Venedig)
- Die Jagd in der Lagune, Gemäldezyklus, Pinacoteca Querini Stampalia, Venedig
- Die Ausstellung des Rhinozeros, 1751, Ca’ Rezzonico, Venedig
- Die Kringelverkäuferin, Ca’ Rezzonico, Venedig
- Der Brief des Mohren, 1751, Ca’ Rezzonico, Venedig
- Porträt des Prokurators Ludovico Manin, 1764, Musei Civici, Udine
- Das Topfspiel, National Gallery of Art, Washington
- Die sieben Sakramente, Zyklus, Pinacoteca Querini Stampalia, Venedig
- Das kleine Konzert, Pinacoteca di Brera, Mailand

Zahlreiche Werke Longhis sind in Venedig zu sehen, vor allem im Ca’ Rezzonico (Palazzo Rezzonico) mit dem Museo Settecento Veneziano, sowie im Palazzo Querini-Stampalia.